# Tblghu
Tblghu (in armeno Թբլղու?, anche Tbldu, in azero Damğalı) è una comunità rurale del distretto di Kəlbəcər, in Azerbaigian, fino al 2024 appartenente alla regione di Martakert nella repubblica dell'Artsakh (già repubblica del Nagorno Karabakh).
Il paese, che nel 2005 contava poco meno di duecento abitanti, si trova prossimo alla sponda destra del fiume Khachenaget.